# Paredes de Escalona
Paredes de Escalona – gmina w Hiszpanii, w prowincji Toledo, w Kastylii-La Mancha, o powierzchni 24,92 km². W 2011 roku gmina liczyła 159 mieszkańców.